# Myst (Computerspiel)
Myst ist ein Full-Motion-Video-Adventure-Computerspiel, das 1993 bei Brøderbund erschien. Es galt seinerzeit als das meistverkaufte Computerspiel und führte die Compact-Disc (CD) als neuen Datenträger ein.

## Handlung
Der Spieler gerät durch ein zufällig gefundenes Verbindungsbuch auf die Insel Myst. Er trifft dort in einer Bibliothek die Brüder Sirrus und Achenar, gefangen in zwei Büchern, die sie nicht verlassen können, bis die herausgerissenen Seiten wieder eingesetzt sind. Der Spieler muss entscheiden, welchem der beiden er Glauben schenken und welchen er befreien soll. Von Myst aus hat der Spieler die Gelegenheit, weitere Welten (= „Zeitalter“) zu bereisen: Kanalwald, Steinschiff, Selenitisches Zeitalter, Mechanisches Zeitalter. Der Spieler entdeckt die verborgenen Hinweise darauf, dass jeder der Brüder Schandtaten begangen hat. Die richtige Entscheidung befreit schließlich deren Vater Atrus, der auf K'veer im Zeitalter D'ni gefangen war.

Ein Verbindungsbuch aus dem Spiel

Mitgeliefert wurden neben der Anleitung auch ein Tagebuch mit leeren Seiten sowie ein verschlossener Umschlag mit drei Lösungshinweisen, den man nur „im äußersten Notfall öffnen“ dürfe.

## Entwicklung
Die Arbeiten zu Myst begannen 1991. Das Konzept des Spiels wurde dabei maßgeblich beeinflusst durch den Roman Die geheimnisvolle Insel (engl.: The Mysterious Island) des französischen Autors Jules Verne. Sowohl der Name als auch die Atmosphäre des Spiels sind davon abgeleitet. In der ersten Veröffentlichung des Spiels wurde die Spielwelt in 3D vormodelliert, anschließend als hochauflösende 2D-Bilder mit einer Farbtiefe von 8 Bit vorgerendert und dann mit Adobe Photoshop überarbeitet.

## Rezeption
Myst erwies sich als großer Verkaufserfolg. Bis 2001 wurden mehr als sechs Millionen Exemplare des Spiels verkauft. Bis zur Veröffentlichung von Die Sims galt es damit als das meistverkaufte Computerspiel der Welt. Myst gilt dazu als eine der Killerapplikationen, die der CD-ROM als Datenträger im Computerbereich zum Durchbruch verhalfen. Gleichzeitig warfen Kritiker dem Spiel vor, für den Niedergang des Adventure-Genres mit Charakterfokus verantwortlich zu sein.
Am 29. November 2012 gab das Museum of Modern Art den Erwerb von 14 Computerspielen, darunter Myst, für eine neue Design-Dauerausstellung in den Philip Johnson Galleries ab März 2013 bekannt. In der Bekanntmachung wurden die Titel als herausragende Vertreter im Bereich des Interaktionsdesigns bezeichnet. Kriterien waren demnach neben der visuellen Qualität und der ästhetischen Erfahrung sämtliche Aspekte, die zur Gestaltung der Interaktion beitragen, etwa die Eleganz des Programmcodes oder das Design des Spielerverhaltens.

## Versionen
Myst wurde mehrfach auf den aktuellen Stand der Technik gebracht und erneut veröffentlicht.
Myst Masterpiece Edition
Die später von Ubisoft veröffentlichte Masterpiece Edition bietet eine verbesserte Bildqualität mit höheraufgelösten Screenshots in 24-Bit-Farbtiefe, neu gerenderte Animationssequenzen und höherauflösenden Videosequenzen. Auch der Soundtrack wurde digital neu aufgearbeitet und eine Hilfefunktion zur Lösung der Rätsel eingebaut.
realMyst
realMyst verzichtet auf das Renderingverfahren, stattdessen wurde die Spielwelt mit Hilfe einer 3D-Grafikengine nachgebaut. Die Handlung und das Spielprinzip blieben unverändert, außer dass der Spieler sich ähnlich einem Ego-Shooter nun frei in einer echten 3D-Umgebung bewegen kann, die nun auch verschiedene Wettereffekte und Tageszeiten wiedergeben konnte. Inhaltlich wurde der Umfang durch eine zusätzliche versteckte Welt namens Rime erweitert.
realMyst Masterpiece Edition
realMyst Masterpiece Edition ist eine Weiterentwicklung von realMyst anlässlich des 20. Geburtstags der Reihe. Durch Übertragung auf die neuere Unity-Engine wurden die Texturenqualität nochmals deutlich gesteigert, die Detaildarstellungen wie Wasserspiegelungen und -bewegungen verbessert und kleinere Komfortfunktionen, die etwa eine schnelle Fortbewegung ermöglichen, eingebaut. Wie die vorhergehende realMyst-Version enthält sie die versteckte Welt Rime. Daneben gibt es erweiterte Auswahlmöglichkeiten, z. B. ob man sich alternativ zur 3D-Bewegung wieder wie in den klassischen Render-Versionen per Point-and-Click bewegen möchte.
Myst
Im Jahr 2021 wurde ein neues Remake veröffentlicht, welches wieder einfach Myst benannt wurde. Wie in realMyst kann man sich frei in der Welt bewegen. Außerdem werden auch VR Systeme unterstützt.